# 木下尚江

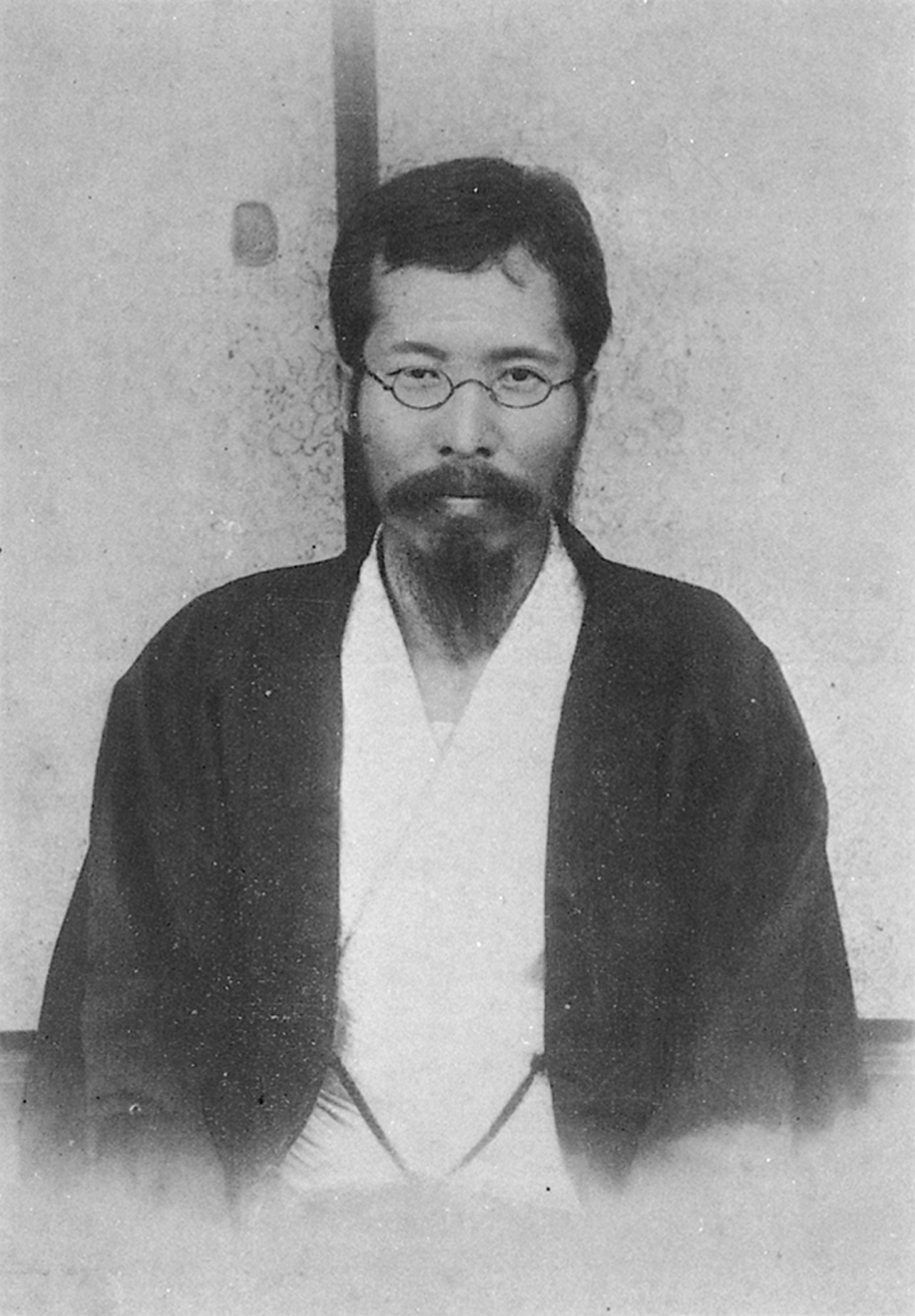
木下尚江

木下 尚江（きのした なおえ、1869年10月12日（明治2年9月8日）- 1937年（昭和12年）11月5日）は、日本の社会運動家、作家。尚江は本名。

## 生涯
信濃国松本城下（現長野県松本市）に松本藩に代々使えた下級武士であった木下廉左衛門秀勝の子として生まれる。生来病弱で、5歳の時には重い熱病を患い生死の間をさまよった。父は1876年（明治7年）には巡査となっている。開智学校に入学し、啓蒙主義教育を受ける。1877年に松本で自由民権運動が始まり、祖母に連れられて演説会を聞いていた。また在学中には福沢諭吉『学問のすゝめ』を読んで感動する。1881年に長野県中学校松本支校入学。この頃オリバー・クロムウェルを知って革命を意識、また飯田事件の被告が裁判所に送られる姿を見て怒りを覚える。1886年に東京の英吉利法律学校に入学したが、英国憲法の講座がなかったため東京専門学校に転校、クロムウェルの影響で法律を学び、1888年（明治21年）に卒業した。
松本に戻り、しばらくは地元でローカル紙「信陽日報」の記者や社会運動家、弁護士などの活動をする。この頃、政治小説の習作的な作品が数篇残されている。『信陽日報』は県庁問題で排斥されてつぶれ、さらに『信濃毎日新聞』に県庁問題の長論文を寄稿するなどしたこと地元の怒りを買い郷里を離れる。1893年『信府日報』入社、従兄弟にあたる百瀬興政らと聖書の研究会をもち、その後内村鑑三不敬事件での教会の立場への義侠もあり、25歳で松本美以教会(現・日本基督教団松本教会)の中田久吉牧師より洗礼を受ける。1894年には『信府日報』は尚江による社説のために治安妨害を理由に発行停止処分を受ける。1896年に『信濃日報』主筆。1897年、県議選関連の疑獄事件で拘引され、翌年重禁錮8か月・罰金10円・監視6か月の判決を受けてたが、控訴のために東京に護送されての鍛冶橋監獄に収容、無罪判決となって出所した。
1899年（明治32年）に毎日新聞（旧横浜毎日新聞）に入り、廃娼運動、足尾銅山鉱毒問題、普通選挙期成運動などで論陣を張る。
1901年（明治34年）には幸徳秋水、片山潜、堺利彦らの社会民主党の結成に参加する。日露戦争前夜には非戦論の論者として活躍。1904年に『毎日新聞』で、キリスト教社会主義の立場から非戦論を盛り込んだ小説「火の柱」を連載。
1906年（明治39年）の母の死をきっかけに、社会主義から次第に離れるようになる。『新紀元』1906年10月10日に「旧友諸君に告ぐ」を発表した。田中正造の死期に立ち会い、看護を行っている。後年は人間主義の著作活動を行う。
教文館より『木下尚江全集』全20巻が刊行されている。また、松本市の松本市歴史の里内に木下尚江記念館がある。
1937年（昭和12年）11月5日、胃がんにより東京都滝野川の自宅で死去。享年69。墓所は青山霊園(1ロ4-2-2)。

## 年譜

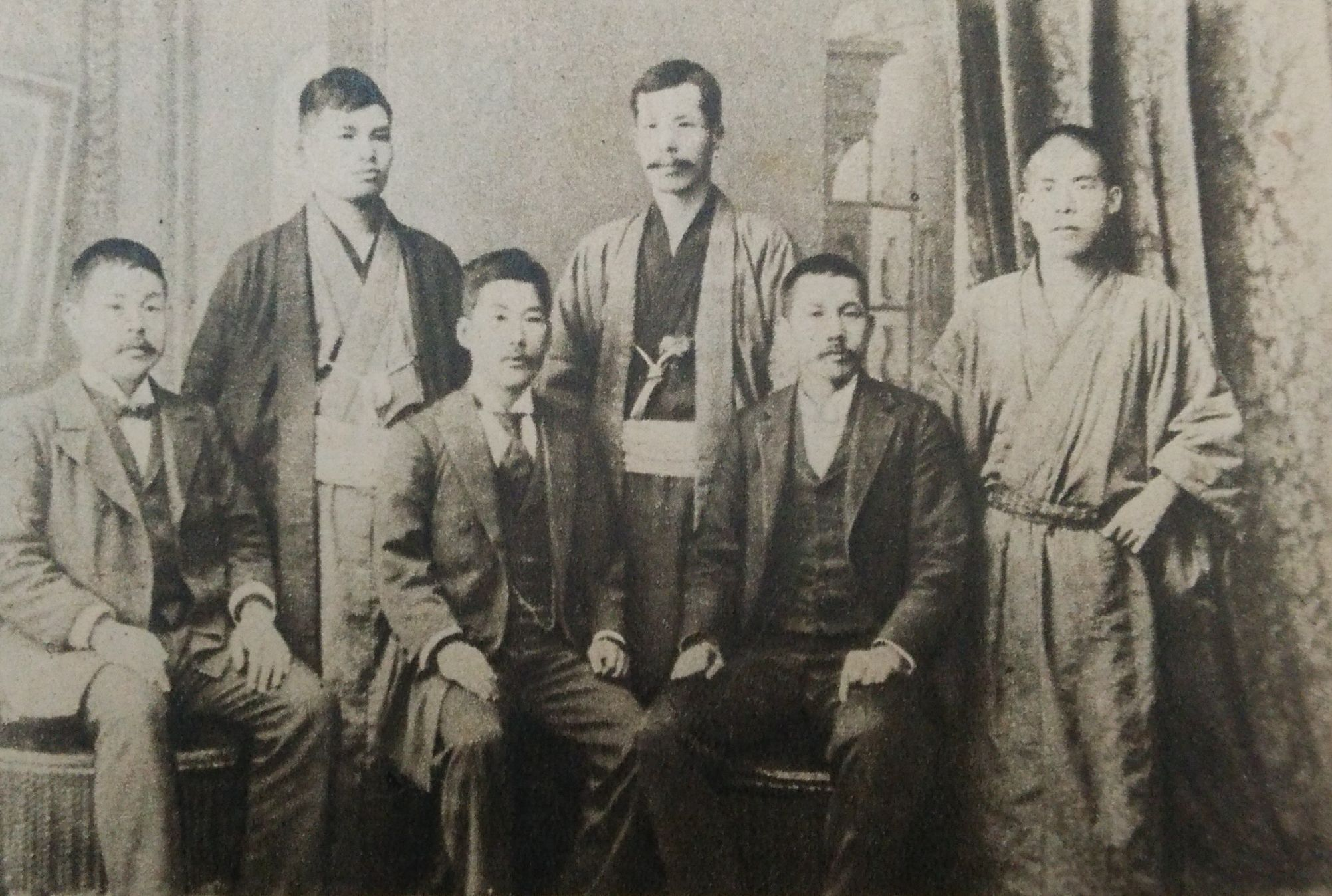
1901年の木下（中央）。向かって右隣は片山潜、左隣は幸徳秋水で、左端は安部磯雄。

- 1869年（明治2年）9月8日（旧暦）：信濃国松本天白丁（現松本市北深志2丁目4番26号）に生まれる。父は松本藩足軽の木下秀勝、母はくみ。家族に祖母てふ、3歳で亡くなった姉、1875年生まれの妹伊和子（のち旧松本藩士族菅谷徹に嫁す）
- 1876年（明治9年）3月20日：新築の開智学校に入学
- 1881年（明治14年）秋　松本中学校に入学
- 1885年（明治18年）：飯田事件の被告を目撃し感動。クロムウェルを知り、「国王を裁く法律」を学ぶ決心
- 1886年（明治19年）2月13日：長野県中学校松本支校を卒業
- 1886年（明治19年）

3月：東京の英吉利法律学校（現中央大学）に入学
4月：東京専門学校（現早稲田大学）法律科に転学
- 1887年（明治20年）10月21日：父が胃癌で永眠、心の空洞を体験
- 1888年（明治21年）

7月20日：東京専門学校邦語法律科卒業
11月ころ：『信陽日報』（松本）の記者となる
- 1890年（明治23年）

夏：県庁移転問題で排斥され『信陽日報』廃刊
秋ころ：キリスト教の博物書を読み神の存在を信じる
- 1891年（明治24年）

松本町、長野町、新潟県高田町で禁酒運動・廃娼運動に取り組む
『信府日報』主筆石川安次郎と松本公友会を開催
- 1893年（明治26年）

1月28日：代言人試験に合格し、2月に松本の大名町に木下法律事務所を開設
4月：『信府日報』主筆を兼ねる（のちに『信濃日報』と改題）
5月1日：弁護士登録（3月4日に代言人規則廃止、弁護士法公布のため）
10月22日：洗礼を受ける
- 1897年（明治30年）

7月：中村太八郎らと松本普通選挙期成同盟会を結成
8月10日：県議選関係の恐喝詐偽取財容疑で入獄
- 1898年（明治31年）

1月24日：重禁錮8か月の判決を受けて控訴
2月9日：東京へ護送され鍛冶橋監獄署に収容
12月7日：無罪判決で出獄し、降旗元太郎邸へ
- 1899年（明治32年）

2月13日：東京で『毎日新聞』記者となる
10月2日：東京で普通選挙期成同盟会の結成に参加
- 1900年（明治33年）

1月21日　大宮で安部磯雄らと廃娼演説
2月15日〜22日：渡良瀬川・足尾へ鉱毒視察
3月2日：吉原妓楼の少女津田きみを保護
3月　毎日新聞社で田中正造と初対面
3月24日：社会主義協会に加入
6月18日：『足尾鉱毒問題』発刊
10月12日：『廃娼之急務』発刊
12月20日：和賀操子（旧盛岡藩士族・和賀義信の娘）と結婚
- 1901年（明治34年）

3月2日：社会主義協会演説会で「社会主義の実行」を演説
4月21日：足利で内村鑑三らと鉱毒演説会を開く
5月18日：社会民主党結成し、幹事になる。20日禁止を受ける
9月28日：横浜で幸徳秋水、片山潜と普通選挙演説会
12月27日：学生の大挙鉱毒視察を引率
- 1902年（明治35年）8月10日：この日投票の衆院選で前橋から立候補したが落選
- 1903年（明治36年）

3月2日〜7日：社会主義大阪大会に参加
9月23日ころ　社会主義協会で非戦論の発表を提唱
- 1904年（明治37年）

1月1日：「火の柱」の毎日新聞連載始まる（～3月20日）
5月10日：『火の柱』発刊
- 1905年（明治38年）

9月26日：平民社解散が決定。石川三四郎と雑誌発刊を計画
11月10日：雑誌『新紀元』を創刊し、13号まで発刊
- 1906年（明治39年）

5月6日：母くみ永眠、8日葬儀
6月25日ころ：日本社会党に入党
7月6日：田中正造拘引で栃木町谷中村を石川三四郎と訪問
7月31日：『東京毎日新聞』を退社
9月11日：幸徳秋水、堺利彦と会談、社会主義運動から離れる
- 1907年（明治40年）

6月22日：谷中村破壊の前夜の会合で演説
6月27日～7月8日ころ：谷中村強制破壊に立ち会う
- 1910年（明治43年）9月3日：『火の柱』『良人の自白』など発売禁止処分を受ける
- 1913年（大正2年）8月11日〜9月8日：田中正造を看病するため佐野に滞在（9月4日田中正造永眠）
- 1922年（大正12年）

8月10日：『田中正造翁』発刊
11月30日：『岡田虎二郎先生写真帖』発刊　
- 1929年（昭和4年）3月10日：『木下尚江集』第2巻を発刊（8月までに全4巻を発刊）
- 1933年（昭和8年）12月10日：明治文学談話会に出席。以後21回出席
- 1934年（昭和9年）

9月3日：『神 人間 自由』発刊
10月10日：7日に永眠した深沢利重の葬儀で弔辞を読む
- 1936年（昭和11年）8月1日：妻操子永眠
- 1937年（昭和12年）

3月29日：「島田三郎伝」の執筆を開始
9月13日：発病。胃癌と診断を受ける。
11月5日：東京市滝野川区西ヶ原（現・東京都北区西ヶ原）の自宅で永眠

## 分県騒動とのかかわり
1876年（明治9年）に松本を県庁所在地とする筑摩県が廃止されると、以後、松本町民（当時）はことあるごとに「県庁が北に偏りすぎている」として松本への移転を叫ぶようになった。木下の帰郷後の1890年（明治23年）、「移庁建議書」が県議会に上程され、否決されると、町の世論は「移庁論」から、筑摩県の再設置を求める「県分割論」へと変わった。
木下は当初、移庁論を積極的に推進したが、斯様な世論のすり替わりに対しては痛烈な批判をした。旧筑摩県全体ではなく、松本のみの都合を考えた「我田引水」とみたからである。
彼の言論は反発を呼び、松本の民衆から石を持って故郷から追い出された。この事件は地元住民の視野や価値観の狭隘さが如実に現れたもので、石川安次郎宛の手紙でも「松本の人が木を見て森を見なかったのは、山河に隔てられて狭いところでしか物事を考えられなかったから」としている。しかしこのことは、木下を一地方都市に留まらせずに中央の言論界で活躍させるきっかけを作ったといえる。

## 著作リスト
小説
- 『火の柱』平民社 1904年（『毎日新聞』1904年1月1日-3月20日）
- 『良人の自白』東京毎日
  - 前編 1904年（『毎日新聞』1904年8月15日-11月10日）
  - 中編 1905年（『毎日新聞』1905年4月1日-6月3日）
  - 後編 1905年（『毎日新聞』1905年7月1日-10月16日）
  - 続篇 金尾文淵堂 1906年（『毎日新聞』1906年1月1日-6月9日「新曙光」）
- 『霊か肉か』（上・下）金尾文淵堂 1907-08年年
- 『乞食』昭文堂 1908年
- 『墓場』昭文堂 1908年（『東京毎日新聞』1908年9月、その後中絶、加筆して刊行）
- 『労働』昭文堂 1909年
- 『家宅』弘学館 1910年

その他
- 『懺悔』1906年（自伝）
- 『飢渇』1907年（文集）
- 『荒野』1909年（評論）
- 『日蓮論』1910年（評伝）
- 『法然と親鸞』1911年（評伝）
- 『野人語』（1-3）1911年（文集）
- 『創造』1912年（文集）
- 『田中正造翁』1921年（評伝）
- 『神・人間・自由』1934年（文集）
- 『木下尚江集』（全4巻）春秋社 1929年